# Januar 2015
Portal Geschichte | Portal Biografien | Aktuelle Ereignisse | Jahreskalender | Tagesartikel

◄ |
20. Jahrhundert |
21. Jahrhundert

◄ |
1980er |
1990er |
2000er |
2010er
| 2020er | 2030er | 2040er

◄ |
2011 |
2012 |
2013 |
2014 |
2015
| 2016 | 2017 | 2018 | 2019 | ►

◄ |
Oktober 2014 |
November 2014 |
Dezember 2014 |
Januar 2015 |
Februar 2015 |
März 2015 |
April 2015 |
►
Dieser Artikel behandelt tagesbezogene Nachrichten und Ereignisse im Januar 2015.

## Tagesgeschehen

### Donnerstag, 1. Januar 2015

Logo der lettischen EU-Ratspräsidentschaft

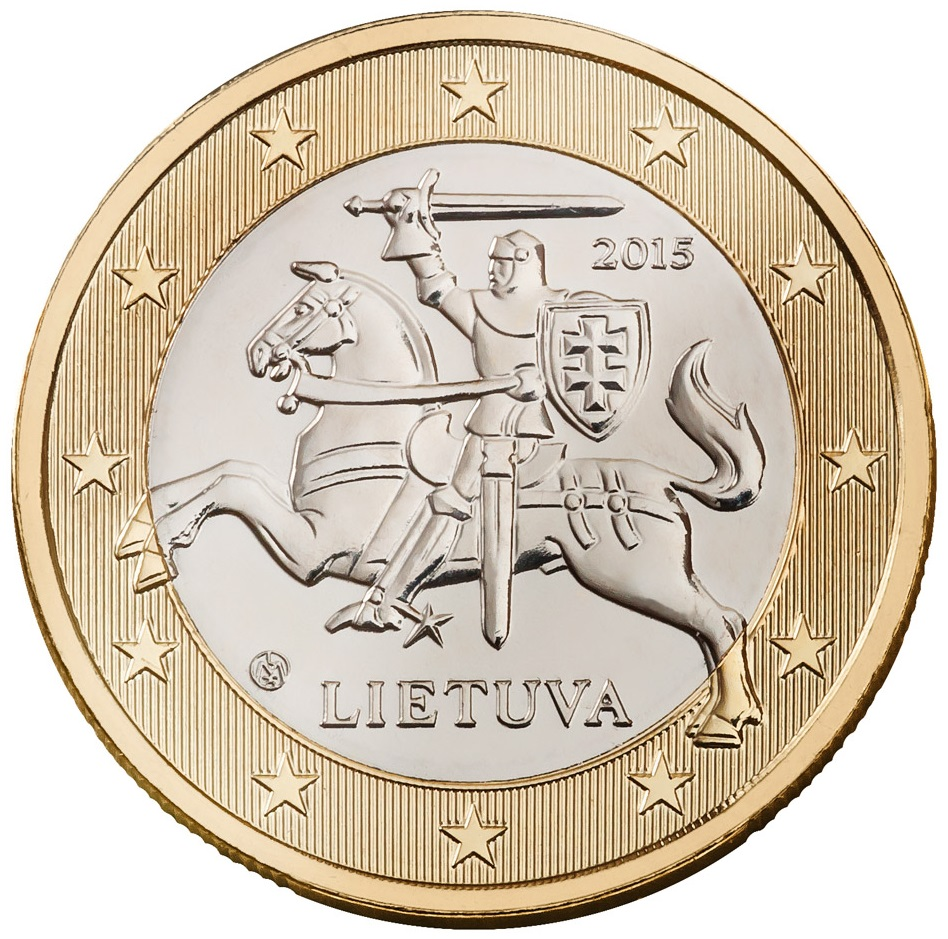
Rückseite der litauischen Ein-Euro-Münze

- Bern/Schweiz: Simonetta Sommaruga übernimmt turnusgemäß das Amt der Bundespräsidentin.[1]
- Ibb/Jemen: Durch den Anschlag eines Selbstmordattentäters während einer schiitischen Gedenkzeremonie kommen fast 50 Personen ums Leben.[2]
- Kairo/Ägypten: Das Kassationsgericht gibt der Berufung von drei Al-Jazeera-Mitarbeitern statt. Der Prozess gegen Peter Greste, Mohamed Fadel Fahmy und Baher Mohammed wird neu aufgerollt.[3]
- New York/Vereinigte Staaten: Angola, Malaysia, Neuseeland, Spanien und Venezuela werden neue nichtständige Mitglieder im Sicherheitsrat der Vereinten Nationen.[4]
- Riga/Lettland: Lettland übernimmt die EU-Ratspräsidentschaft.[5]
- Vilnius/Litauen: Als 19. Mitgliedstaat der Europäischen Union führt Litauen den Euro ein. Das vorhandene Bargeld in Litas zählt noch bis zum 15. Januar als gesetzliches Zahlungsmittel.[6]
- Wien/Österreich: Serbien übernimmt die Präsidentschaft der Organisation für Sicherheit und Zusammenarbeit in Europa (OSZE).[7]
- Wien/Österreich: Zubin Mehta dirigiert das 75. Neujahrskonzert der Wiener Philharmoniker.

### Freitag, 2. Januar 2015
- Washington, D.C./Vereinigte Staaten: Nach einem mutmaßlich nordkoreanischen Hackerangriff Ende November auf das Filmstudio Sony Pictures, mit dem dieses gezwungen werden sollte, von der Veröffentlichung der Politkomödie The Interview abzusehen, welche von einem Mordkomplott des US-Auslandsgeheimdienstes gegen den nordkoreanischen Machthaber handelt, verschärfen die Vereinigten Staaten ihre Wirtschaftssanktionen gegen Nordkorea. Sie umfassen neue Strafmaßnahmen gegen zehn Regierungsvertreter und drei Organisationen und Firmen.[8]

### Samstag, 3. Januar 2015
- Istanbul/Türkei: Ministerpräsident Ahmet Davutoğlu stimmt nach einem Treffen mit Kirchenvertretern dem Neubau einer Kirche zu. Es ist die erste Gewährung dieser Art seit Gründung der Türkischen Republik 1923. Das Gotteshaus der Minderheit der aramäisch-assyrischen Christen soll im Istanbuler Stadtteil Yeşilköy entstehen und wird durch eine Stiftung finanziert.[9]
- Wick/Vereinigtes Königreich: Vor der schottischen Küste versinkt das mit Zement beladene und auf Zypern registrierte Frachtschiff Cemfjord in stürmischer See. Die Suche nach den vermissten Seeleuten verläuft ergebnislos.[10]

### Sonntag, 4. Januar 2015
- London/Vereinigtes Königreich: Der Schotte Gary Anderson gewinnt das Finale der PDC World Darts Championship 2015.

### Montag, 5. Januar 2015
- Peking/China: China legt einen Handelsstreit mit der WTO bei, in dem es die Beschränkungen beim Export für Seltene Erden aufhebt.[11]

### Dienstag, 6. Januar 2015
- Bischofshofen/Österreich: Stefan Kraft aus Österreich gewinnt vor seinem Landsmann Michael Hayböck die 63. Vierschanzentournee.[12]
- Dhaka/Bangladesch: In Dhaka wird der Chef des ersten privaten Satelliten-Fernsehkanals festgenommen. Der Sender hat zuvor eine Rede des Sohnes der Oppositionsführerin ausgestrahlt, was am Folgetag durch ein Gericht verboten wird. In einem zunehmenden Machtkampf zwischen Regierung und Opposition wird die Pressefreiheit mehr und mehr eingeschränkt.[13]
- Tripolis/Libyen: In Libyen wächst der Einfluss von Dschihadisten, die immer mehr in das Machtvakuum zwischen der ordentlichen Regierung in Tobruk, die ihr Gewaltmonopol zusehends verliert, und einer islamistischen Gegenregierung in der Hauptstadt, eindringt. In zunehmend prekärer Sicherheitslage werden im Raum Sirte mehrfach koptische Ägypter entführt. Überdies wird ein griechischer Tanker vor Darna von der Regierung angegriffen, da diese an Bord Islamisten vermutet. Mit der Turkish Airlines stellt die letzte internationale Fluggesellschaft ihre Verbindungen nach Libyen ein.[14]
- Tscherkassy/Ukraine: Bei einem Zusammenstoß eines Militärtransporters mit einem Linienbus in dichtem Schneeregen bei Mankiwka in der Oblast Tscherkassy sterben 13 Soldaten und 18 weitere werden verletzt.[15]

### Mittwoch, 7. Januar 2015

„Ich bin Charlie“

- Kairo/Ägypten: Mit Abd al-Fattah as-Sisi besucht zum ersten Mal ein ägyptisches Staatsoberhaupt die Weihnachtsliturgie der koptischen Christen in der Markuskathedrale. In einer kurzen Ansprache appelliert as-Sisi an die Einheit aller Ägypter, sich nicht in Muslime und Christen aufspalten zu lassen.[16]
- London/Vereinigtes Königreich: Für die Verseuchung des Nigerdeltas im Jahre 2008 zahlt der britisch-niederländische Ölkonzern Shell im Rahmen einer außergerichtlichen Einigung 35 Millionen Pfund die 15.600 betroffenen Bewohner, überwiegend Fischer und Kleinbauern, und weitere 20 Millionen Pfund an die nigerianische Gemeinde Bodo.[17]
- Maiduguri/Nigeria: Bei einer Offensive der islamistischen Terrormiliz Boko Haram im Bundesstaat Borno im Nordosten Nigerias werden mindestens elf Ortschaften, darunter auch das am Tschadsee gelegene Handelszentrum Baga, zerstört. Hunderte Menschen werden dabei getötet, Tausende befinden sich auf der Flucht.[18]
- Paris/Frankreich: Bei einem Anschlag auf die Redaktion des Satiremagazins Charlie Hebdo sterben mindestens zwölf Personen, darunter zwei zum Schutz der Zeitschrift abgestellte Polizisten. 20 weitere werden verletzt. Die drei mutmaßlich islamistischen Täter sind flüchtig. Für den Raum Paris wird die höchste Terrorstufe ausgerufen.[19]

### Donnerstag, 8. Januar 2015
- Colombo/Sri Lanka: Bei den Präsidentschaftswahlen kommt es zu einem Machtwechsel. Amtsinhaber Mahinda Rajapaksa verliert überraschend gegen seinen Herausforderer, den bisherigen Gesundheitsminister Maithripala Sirisena.[20]

### Freitag, 9. Januar 2015
- Melbourne/Australien: Gastgeber Australien gewinnt das Eröffnungsspiel der 16. Fußball-Asienmeisterschaft gegen Kuwait. Zum ersten Mal findet der Asien-Cup nicht auf dem asiatischen Kontinent statt.[21]
- Paris/Frankreich: Zwei Tage nach dem Anschlag auf Charlie Hebdo werden die beiden Attentäter getötet.[22]
- Rawalpindi/Pakistan: Bei einem Anschlag auf eine schiitische Moschee in der Garnisonsstadt Rawalpindi nahe der Hauptstadt Islamabad werden mindestens sieben Personen getötet und 15 weitere verletzt.[23]

### Samstag, 10. Januar 2015
- Cape Canaveral/Vereinigte Staaten: Das US-Raumfahrtunternehmen SpaceX scheitert mit dem Versuch, eine Trägerrakete nach dem Start zur Wiedernutzung auf einer schwimmenden Plattform im Atlantik aufzufangen, da die Landung darauf zu hart erfolgt.[24]

### Sonntag, 11. Januar 2015

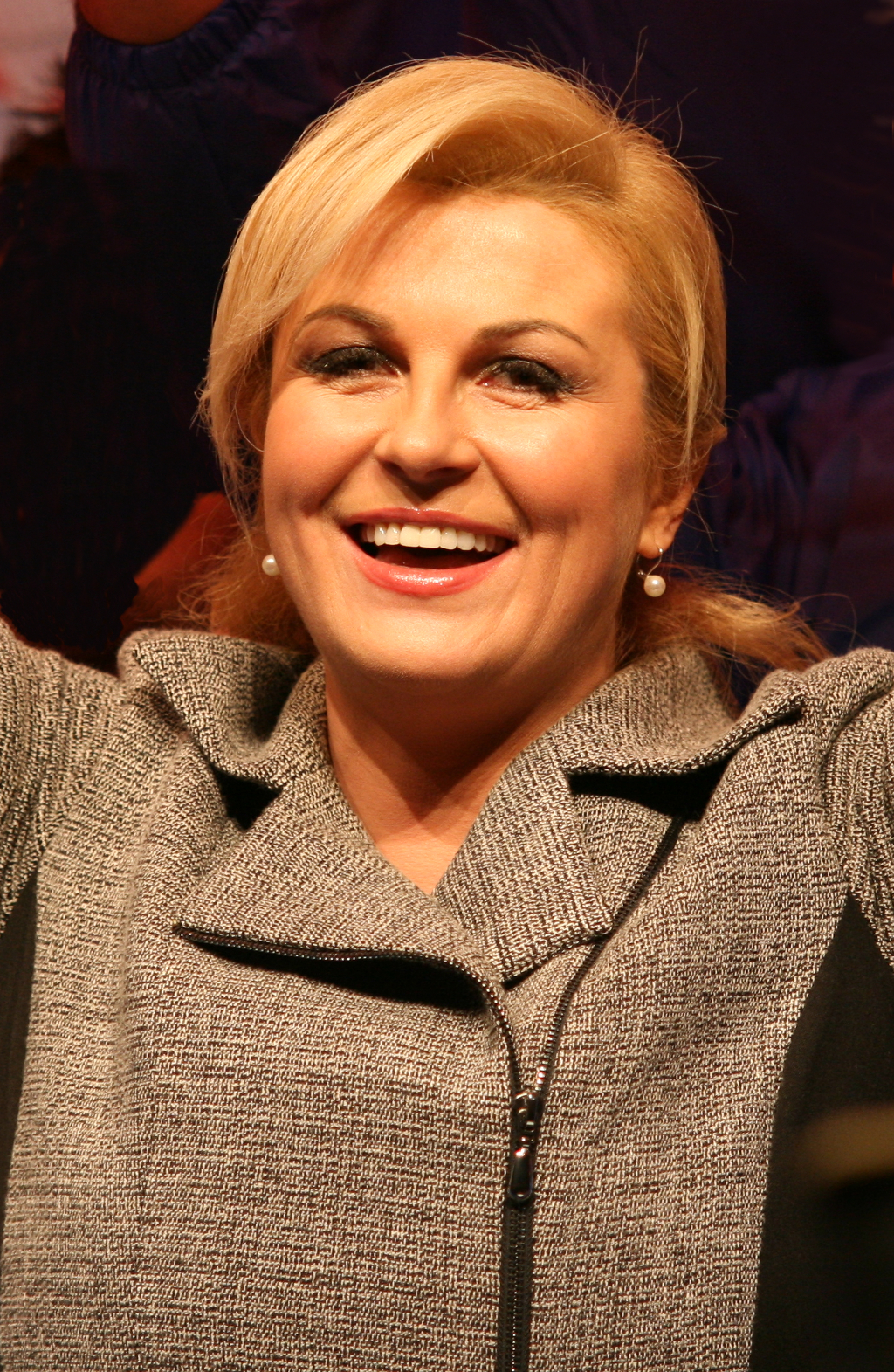
Kolinda Grabar-Kitarović

- Paris/Frankreich: Nach den Terroranschlägen der letzten Tage versammeln sich in Paris hunderttausende Menschen, darunter viele Staats- und Regierungschefs, zu einem Trauermarsch.[25]
- Zagreb/Kroatien: Bei der Stichwahl um das Amt des Präsidenten siegt die Herausforderin, die konservative frühere Außenministerin Kolinda Grabar-Kitarović, mit gut 50,7 % knapp gegenüber dem favorisierten Amtsinhaber Ivo Josipović, der fast 49,3 % der Stimmen auf sich vereinen kann. Analysten gehen davon aus, dass die Konservativen von der seit sechs Jahren andauernden schlechten wirtschaftlichen Lage profitiert haben. Mit Kolinda Grabar-Kitarović steht zum ersten Mal eine Frau an der Spitze des Landes.[26]

### Montag, 12. Januar 2015
- Kingstown/St. Vincent und die Grenadinen: Ein mit Schülern besetzter Bus stürzt im Norden der Karibikinsel St. Vincent von einer Klippe in den Atlantik. Mindestens fünf Schüler verunglücken dabei tödlich, mehrere werden verletzt. Für den kleinen Karibikstaat ist das laut dessen Regierungschef eine Tragödie von nationalem Ausmaß.[27]
- Nukuʻalofa/Tonga: Eine kilometerhohe Aschewolke des Vulkans Hunga Tonga-Hunga Ha'apai führt zu massiven Beeinträchtigungen des Flugverkehrs in der Südsee. Mehrere Flüge nach Tonga werden abgesagt.[28]

### Dienstag, 13. Januar 2015
- Berlin/Deutschland: Bei einer von muslimischen Verbänden initiierten Mahnwache gedenken muslimische, christliche und jüdische Religionsvertreter, Politiker sowie Tausende den Opfern des Terrors von Paris und werben gleichzeitig für Offenheit und Toleranz. Bundespräsident Joachim Gauck hebt in seiner Ansprache hervor, die Terroristen wollten uns spalten, erreicht haben sie das Gegenteil. Der Vorsitzende des Zentralrats der Muslime, Aiman Mazyek, betont: Wir werden es nicht zulassen, dass unser Glauben missbraucht wird.[29]

### Mittwoch, 14. Januar 2015
- Colombo/Sri Lanka: Bei einer Messe mit mehr als einer halben Million Gläubigen in Colombo spricht Papst Franziskus den Missionar Joseph Vaz heilig, der sich im 17. Jahrhundert um Arme und Kranke kümmerte und so religiöse Spaltung überwand. Anschließend fliegt der Papst in den Norden von Sri Lanka und betet dafür, dass die Mitglieder der tamilischen Minderheit und die der singhalesischen Mehrheit wieder zu einer Familie werden.[30]
- Istanbul/Türkei: Das Titelbild der in einer Rekordauflage erscheinenden ersten Ausgabe des französischen Satiremagazins Charlie Hebdo nach den Terroranschlägen auf seine Redaktionsspitze wird in der Türkei verboten. Internetseiten, die die Karikatur des weinenden Propheten Mohammed mit seinem Schild Je suis Charlie zeigen, werden gesperrt. Schon zuvor bekommt die türkische Zeitung Cumhuriyet, die Auszüge der Karikaturen von Charlie Hebdo gedruckt hat, Probleme.[31]
- Paris/Frankreich: Im Nordosten der französischen Hauptstadt wird die Pariser Philharmonie eröffnet. Das neue Konzerthaus kostet 380 Mio. Euro.[32]
- Rom/Italien: Der elfte Staatspräsident Italiens, Giorgio Napolitano, tritt aus Altersgründen 89-jährig zurück. Bis zur Wahl eines Nachfolgers übernimmt Senatspräsident Pietro Grasso kommissarisch die Amtsgeschäfte.[33]

### Donnerstag, 15. Januar 2015

Logo der Handball-WM der Männer 2015

- Bern/Schweiz: Die Schweizerische Nationalbank hebt den Euro-Mindestkurs des Schweizer Franken auf. Mit einer Zinssenkung soll die Aufwertung des Franken gebremst werden. Der Schweizer Aktienmarkt erleidet schwere Verluste.[34]
- Frankfurt am Main/Deutschland: Mit dem heutigen Tag beginnt der Linieneinsatz und damit die Indienststellung des Airbus A350, der für Qatar Airways die Strecke zwischen Frankfurt und Doha bedient.[35]
- Lusail/Katar: Die 24. Handball-Weltmeisterschaft der Männer beginnt mit einem Auftaktsieg des Gastgebers und Asienmeisters Katar gegen die Mannschaft aus Brasilien.[36]
- Nouakchott/Mauretanien: Der Menschenrechtler und Anti-Sklaverei-Aktivist Biram Dah Abeid wird mit zwei seiner Mitstreiter zu zwei Jahren Haft wegen Volksverhetzung und Mitgliedschaft in einer nicht zugelassenen Organisation verurteilt. Da er bei den letzten Wahlen den Präsidenten herausgefordert hatte, gilt das Urteil als politisch motiviert.[37]
- Verviers/Belgien: Die belgische Polizei startet eine landesweite Antiterroroperation gegen Dschihadisten. In Verviers werden dabei zwei Terrorverdächtige getötet, die offenbar Polizeikräfte als Ziel ausgewählt haben.[38]

### Freitag, 16. Januar 2015
- N’Djamena/Tschad: Zur Bekämpfung der islamistischen Terrorgruppe Boko Haram stimmt das tschadische Parlament einem Vorschlag von Präsident Idriss Déby zu, Truppen in die Nachbarländer Kamerun und Nigeria zur Unterstützung ihrer Militäreinheiten zu entsenden. Ziel ist die Rückeroberung der Stadt Baga auf der gegenüberliegenden Seite des Tschadsees.[39]
- Washington, D.C./Vereinigte Staaten: Nach 47 Jahren lockern die USA ihr Embargo gegen Kuba und setzen erhebliche Reise- und Handelserleichterungen in Kraft.[40]
- Zinder/Niger: Proteste gegen das Titelblatt der ersten Ausgabe des französischen Satiremagazins Charlie Hebdo nach den Terroranschlägen auf seine Redaktionsspitze schlagen nach dem Freitagsgebet in der zweitgrößten nigrischen Stadt Zinder in Gewalt um. Das französisch-nigrische Kulturzentrum CCFN de Zinder wird in Brand gesteckt. Mindestens vier Personen sterben und 45 werden verletzt.[41]

### Samstag, 17. Januar 2015
- Bata/Äquatorialguinea: Gastgeber Äquatorialguinea spielt beim Eröffnungsspiel der 30. Fußball-Afrikameisterschaft unentschieden gegen die Mannschaft aus der Republik Kongo.[42]
- Niamey/Niger: Bei andauernden Protesten gegen das Titelblatt der ersten Ausgabe des französischen Satiremagazins Charlie Hebdo nach den Terroranschlägen auf seine Redaktionsspitze werden in der nigrischen Hauptstadt Niamey Bars attackiert und mindestens sieben Kirchen, darunter das größte protestantische Gotteshaus, angezündet. Insgesamt erhöht sich die Zahl der Todesopfer auf mindestens zehn.[43]

### Sonntag, 18. Januar 2015
- Bamako/Mali: Der malische Gesundheitsminister Ousmane Kone erklärt die Ebola-Epidemie in seinem Land für beendet, da seit 42 Tagen keine Neuinfektionen mehr gemeldet worden seien.[44]
- Manila/Philippinen: Papst Franziskus beendet mit einer Freiluftmesse im Rizal-Park in Manila seine Asienreise. Rund sechs Millionen Gläubige bedeuten einen neuen Weltrekord. In seiner Predigt prangert der Papst die soziale Ungerechtigkeit an.[45]

### Montag, 19. Januar 2015
- Donezk/Ukraine: Bei heftigen Kämpfen zwischen prorussischen Separatisten und Regierungstruppen um die Kontrolle des zerstörten Flughafens Donezk in der Region Donbass fallen mindestens 23 Personen, weitere 150 werden verletzt.[46]

### Dienstag, 20. Januar 2015
- Lusaka/Sambia: Verteidigungsminister Edgar Lungu von der regierenden Patriotischen Front setzt sich bei der Präsidentschaftswahl mit 48,3 % der Stimmen knapp gegen den Oppositionsführer Hakainde Hichilema von der Einheitspartei für nationale Entwicklung durch, der auf rund 46,7 % der Stimmen kommt. Der amtierende Interimspräsident Guy Scott durfte bei den Wahlen nicht kandidieren, da seine Eltern nicht aus Sambia stammen.[47]
- Sanaa/Jemen: Im Machtkampf zwischen der Regierung und schiitischen Huthi-Rebellen besetzen letztere den Präsidentenpalast in der Hauptstadt. Der Verbleib von Präsident Abed Rabbo Mansur Hadi ist vorerst unklar.[48]

### Mittwoch, 21. Januar 2015
- Arusha/Tansania: Die Konfliktparteien im Südsudan einigen sich auf eine Machtteilung zur Beendigung des einjährigen Bürgerkriegs in dem jungen Staat. Präsident Salva Kiir Mayardit und Rebellenführer Riek Machar unterzeichnen in Tansania ein entsprechendes Abkommen, welches die beiden rivalisierenden Flügel der Sudanesischen Volksbefreiungsbewegung (SPLM) wieder zusammenbringen soll, nachdem diese nach einem Konflikt zwischen dem Präsidenten sowie dem Rebellenführer und ehemaligen Vizepräsidenten aufgrund der ethnischen Zugehörigkeit gespalten wurde.[49]
- Sanaa/Jemen: Bei einer Einigung zwischen dem jemenitischen Präsidenten Abed Rabbo Mansur Hadi und den Huthi-Rebellen wird der von letzteren kritisierte Entwurf der neuen Verfassung geändert. Im Gegenzug wird der Präsidentenpalast geräumt und der Stabschef des Staatsoberhaupts freigelassen.[50]
- Tel Aviv/Israel: Bei einer Messerattacke verletzt ein Palästinenser in einem Linienbus mindestens neun Fahrgäste. Die Polizei geht von einem Terroranschlag aus.[51]

### Donnerstag, 22. Januar 2015
- Frankfurt am Main/Deutschland: Die Europäische Zentralbank kündigt an, massenhaft Staatsanleihen von Euro-Ländern aufzukaufen, um der Gefahr einer Deflation zu begegnen und die Wirtschaft zu stimulieren.[52]
- Kinshasa/Demokratische Republik Kongo: Bei Protesten gegen ein umstrittenes Wahlgesetz in der Demokratischen Republik Kongo werden insgesamt mehr als 40 Menschen von Sicherheitskräften in Kinshasa und Goma getötet und Dutzende weitere verletzt. Das umstrittene Wahlgesetz sieht eine Volkszählung vor den nächsten Wahlen vor, welche diese nach Befürchtungen der Opposition verzögern könne.[53]
- New York City/Vereinigte Staaten: Die Vereinten Nationen verurteilen den weltweiten Antisemitismus scharf. Gerade in Europa wachse die Judenfeindlichkeit, so Generalsekretär Ban Ki-moon.[54]
- Sanaa/Jemen: Die jemenitische Regierung unter Ministerpräsident Chalid Bahah sowie Präsident Abed Rabbo Mansur Hadi erklären wegen des Konflikts und Machtkampfes mit schiitischen Huthi-Rebellen jeweils den Rücktritt.[55]

### Freitag, 23. Januar 2015

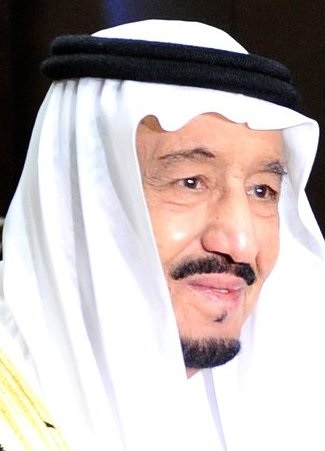
Salman ibn Abd al-Aziz

- Riad/Saudi-Arabien: Das saudische Königshaus ernennt nach dem Tod des bisherigen Königs Abdullah ibn Abd al-Aziz dessen Halbbruder Salman ibn Abd al-Aziz zum neuen Regenten. Neuer Kronprinz wird Prinz Muqrin ibn Abd al-Aziz, der jüngste Sohn des Staatsgründers Abd al-Aziz ibn Saud. Der neue König verkündet in einer Fernsehansprache, die Politik seiner Vorgänger fortzusetzen.[56]

### Samstag, 24. Januar 2015
- Mariupol/Ukraine: Die prorussischen Separatisten starten ihre angekündigte Offensive im Osten der Ukraine auf die strategisch wichtige Industrie- und Hafenstadt Mariupol am Asowschen Meer. Bei einem Raketenangriff, der nach Untersuchungen der OSZE aus einem unter Kontrolle der Rebellen stehenden Gebiet stammt, kommen mindestens 27 Personen um, da das Geschoss auf einem Markt in einem dicht besiedeltem Wohnviertel einschlägt. Zur Bekämpfung der Rebellen verstärkt die Ukraine ihre dortigen Truppen. Die Europäische Union droht der russischen Regierung mit weiteren Konsequenzen, sollte die Unterstützung der Rebellen andauern.[57]

### Sonntag, 25. Januar 2015
- Athen/Griechenland: Das Linksbündnis SYRIZA mit Spitzenkandidat Alexis Tsipras gewinnt die Parlamentswahlen in Griechenland. SYRIZA erhält mit über 36 % der Stimmen 149 Mandate und verfehlt die absolute Mehrheit nur hauchdünn. Die bisherigen Regierungsparteien Neue Demokratie unter Ministerpräsident Andonis Samaras sowie PASOK erleiden Stimmverluste und kommen auf knapp 28 % bzw. knapp 5 %. Die rechtsextreme Partei Goldene Morgenröte wird mit über 6 % drittstärkste Kraft. Als Koalitionspartner für SYRIZA kommt unter anderem die rechtspopulistische Partei Unabhängige Griechen, die auf knapp 5 % der Stimmen kommen und 13 Parlamentssitze erobern, in Frage.[58]
- Maiduguri/Nigeria: Die nigerianischen Streitkräfte wehren einen Angriff der fundamentalistischen sunnitischen Terrororganisation Boko Haram auf die Millionenstadt Maiduguri ab. Über die Metropole wird eine Ausgangssperre verhängt. Boko Haram gelingt allerdings die Eroberung der Kleinstadt Monguno, welche ein wichtiger Verkehrsknotenpunkt ist.[59]
- Moroni/Komoren: Bei der ersten Runde der Wahlen der Unionsversammlung erhält die Partei Juwa (Sonne) des früheren Präsidenten Ahmed Abdallah Mohamed Sambi die meisten Stimmen. Die zweite Wahlrunde ist für den 22. Februar geplant.[60]
- Sankt Pölten/Österreich: Bei den Gemeinderatswahlen in Niederösterreich kann die ÖVP ihr Ergebnis halten. Die SPÖ verliert teils deutlich, während FPÖ und Grüne je leicht zulegen.[61]
- Shariff Aguak/Philippinen: Beim Versuch der Festnahme zweier islamistischer Terroristen kommen bei Kämpfen zwischen der Polizei und Rebellen in der Provinz Maguindanao auf der Insel Mindanao im Süden der Philippinen mindestens 37 Polizisten und 6 Rebellen ums Leben. Die philippinische Regierung setzt daraufhin eine Anhörung über die Umsetzung des Friedensabkommens mit der Islamischen Befreiungsfront der Moros aus.[62]

### Montag, 26. Januar 2015

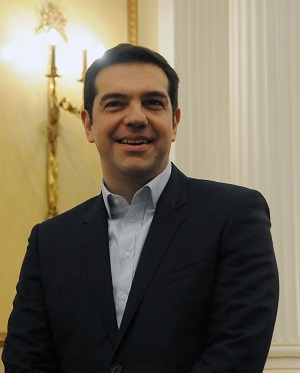
Alexis Tsipras

- Albacete/Spanien: Beim Absturz eines griechischen Kampfflugzeuges bei einem Übungsflug der NATO auf einen Luftwaffenstützpunkt im Südosten Spaniens verunglücken mindestens 10 Personen tödlich, weitere 13 werden verletzt.[63]
- Athen/Griechenland: Einen Tag nach seinem historischen Wahlsieg wird Alexis Tsipras vom Linksbündnis SYRIZA zum neuen Ministerpräsidenten Griechenlands vereidigt. SYRIZA geht eine umstrittene Koalition mit der rechtspopulistischen Partei Unabhängige Griechen ein. Beide Parteien eint die strikte Ablehnung der Sparprogramme und die Forderung eines Schuldenerlasses durch die internationalen Kreditgeber. Die Euro-Finanzminister in Brüssel lehnen bei einem Treffen allerdings einen neuen Schuldenschnitt für Griechenland ab.[64]
- Kobanê/Syrien: Nach monatelangen Kämpfen befreien kurdische Einheiten die Stadt Kobanê an der türkischen Grenze nahezu vollständig von der Terrorherrschaft des Islamischen Staates.[65]
- York/Vereinigtes Königreich: In der Kathedrale von York wird die Pfarrerin Libby Lane zur ersten Bischöfin der Kirche von England, der Mutterkirche der Anglikanischen Kirche, geweiht.[66]

### Dienstag, 27. Januar 2015
- Moskau/Russische Föderation: Nach der Abstufung der russischen Kreditwürdigkeit auf Ramschniveau durch die Ratingagentur Standard & Poor’s verliert der Rubel 6 % an Wert. Der Aktienindex an der russischen Börse stürzt ab.[67] Unterdessen kehren immer mehr Gastarbeiter aus Zentralasien in ihre Heimat zurück, da sie sich das Leben in Russland nicht mehr leisten können. Der Rückgang von Auslandsüberweisungen trifft die Wirtschaft in Ländern wie Tadschikistan und Kirgisistan hart.[68]

### Mittwoch, 28. Januar 2015
- Athen/Griechenland: Nach der Abkehr der neuen griechischen Regierung vom Sparkurs, bei der sie Privatisierungen stoppt, unter anderem den Verkauf des Hafens von Piräus und des staatlichen Elektrizitätsunternehmens, und den Beamtenapparat aufstockt, bricht der Aktienindex an der Athener Börse ein. Durch den massiven Verkauf griechischer Staatsanleihen fallen diese im Preis bei steigenden Renditen.[69]
- Wien/Österreich: Bei der Verleihung des Österreichischen Filmpreises 2015 wird unter anderem Das finstere Tal als bester Spielfilm ausgezeichnet.[70]

### Donnerstag, 29. Januar 2015
- al-Arisch/Ägypten: Bei mehreren zeitgleichen Anschlägen auf ein Dutzend Einrichtungen der Sicherheitskräfte in und um al-Arisch und beim Grenzübergang Rafah auf der Sinai-Halbinsel sterben mindestens 30 Personen, weitere 69 werden verletzt. Die Gruppe Ansar Bait al-Maqdis, ein lokaler Flügel des Islamischen Staates, bekennt sich zu dem Terroranschlag.[71]

### Freitag, 30. Januar 2015
- Wien/Österreich: Anlässlich des Akademikerballs der FPÖ finden zahlreiche Gegendemonstrationen statt, welche von Jetzt Zeichen setzen! und Offensive gegen Rechts organisiert werden. Die ebenfalls geplante NOWKR-Demonstrationen wird seitens der Polizei untersagt.[72]
- Wolfsburg/Deutschland: Die Rückrunde der Fußball-Bundesligasaison 2014/15 beginnt mit dem Spiel VfL Wolfsburg gegen den FC Bayern München, das der Gastgeber verdient mit 4:1 gewinnt.[73]

### Samstag, 31. Januar 2015

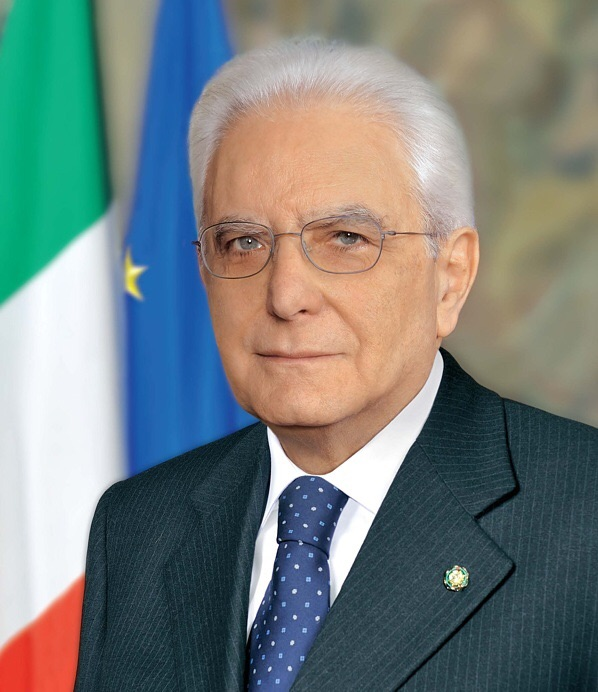
Sergio Mattarella

- Rom/Italien: Im vierten Wahlgang wird der ehemalige Verteidigungsminister und Verfassungsrichter Sergio Mattarella zum neuen Staatspräsidenten Italiens gewählt.[74]
- Sydney/Australien: Im Finale der Fußball-Asienmeisterschaft 2015 setzt sich Gastgeber Australien durch ein 2:1 nach Verlängerung gegen Südkorea durch und wird zum ersten Mal Fußball-Asienmeister.[75]

## Weblinks

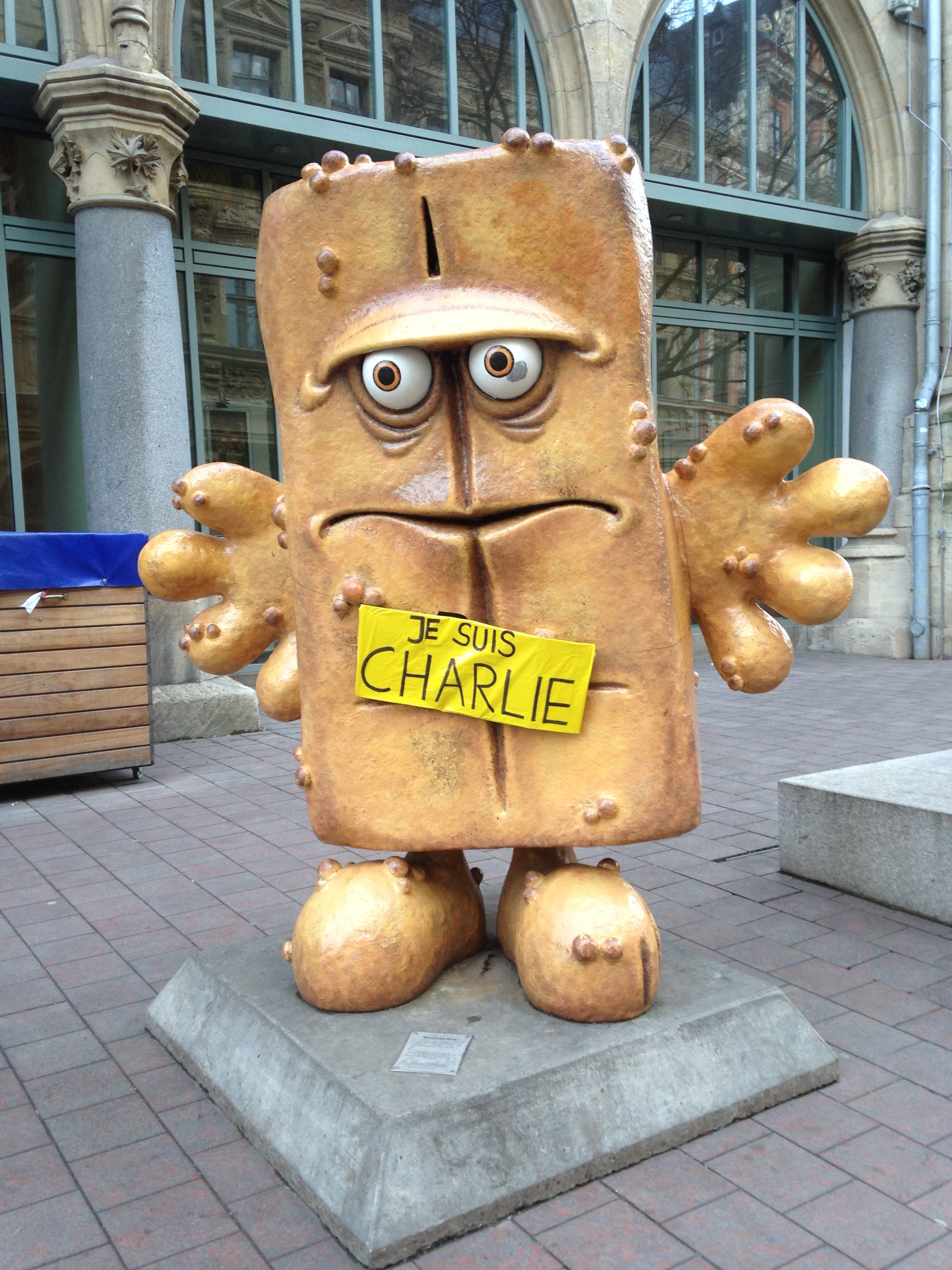
Thüringen im Januar 2015